# Зигфрид Ленц
Зигфрид Ленц (17. март 1926 — 7. октобар 2014) био је немачки књижевник, романописац, есејиста, писац кратких прича, као и драма за радио и позориште. Године 2000, добио је Гетеову награду поводом 250. годишњице рођења Јохана Волфганга фон Гетеа. Освојио је Међународну награду Нонино у Италији 2010. године.

## Живот
Зигфрид Ленц је рођен у Лицку, Источна Пруска (сада Елк, Пољска), као син цариника. Након дипломирања 1943. године, регрутован је у Кригсмарине.
Према документима објављеним у јуну 2007. године, придружио се Нацистичкој партији са 18 година, 20. априла 1944. године, заједно са неколико других немачких аутора и личности као што су Дитер Хилдебрант и Мартин Валзер. Међутим, Ленц је касније рекао да је био укључен у колективно „придруживање“ партији без свог знања. У Другом светском рату био је војник у немачкој Кригсмарини и служио је као официрски кадет на броду Адмирал Шер, немачкој помоћној крстарици Ханза, и кратко време у Нестведу у Данској. Убрзо након немачке предаје код Линебуршке вресине, дезертирао је и кратко је био заробљен као ратни заробљеник у Шлезвиг-Холштајну. Затим је радио као преводилац за британску војску.
На Универзитету у Хамбургу студирао је филозофију, енглески језик и књижевну историју. Његове студије су рано прекинуте када је постао приправник за дневне новине Die Welt, где је био уредник од 1950. до 1951. године. Тамо је упознао своју будућу супругу, Лизелот, са којом се оженио 1949. године.
Године 1951, Ленц је искористио новац који је зарадио од свог првог романа, „Habichte in der Luft“ („Састолови у ваздуху“), да финансира путовање у Кенију. Током свог боравка тамо, писао је о Мау Мау устанку у својој краткој причи „ Lukas, sanftmütiger Knecht“ („Лука, благи слуга“). После 1951. године, Ленц је радио као слободни писац у Хамбургу, где се придружио групи писаца Група 47. Заједно са Гинтером Грасом ангажовао се у Социјалдемократској партији и залагао се за Остполитик Вилија Бранта. Као присталица зближавања са Источном Европом, био је члан немачке делегације на потписивању Варшавског споразума (1970). У октобру 2011. године, проглашен је почасним грађанином свог родног града Елка, који је постао пољски као резултат промена граница проглашених на Потсдамској конференцији 1945. године.
Године 2003. Ленц се придружио Друштву за немачки правопис и култивацију језика у знак протеста против реформе немачког правописа из 1996. године.
Његова супруга, Лизелот, преминула је 2006. године након 57 година брака. Четири године касније оженио се својом 74-годишњом комшиницом, Улом, која му је помогла након смрти супруге. Зигфрид Ленц је преминуо у 88. години живота 7. октобра 2014. у Хамбургу.
Након његове смрти, објављен је раније необјављени роман, „Der Überläufer“ („Преметник“), који је Ленц написао 1951. године. Међу његовим стварима пронађен је роман о немачком војнику који пребегава у совјетске снаге.

## Почасти
Ленц је 1988. године награђен Наградом за мир немачке књижаре, наградом која се додељује сваке године на Сајму књига у Франкфурту. Гетеова награда из Франкфурта на Мајни додељена је Ленцу 2000. Годину дана касније, Ленц је одликован највишим одликовањем Хамбурга, почасним грађанином. Године 2004. Ленц је проглашен за почасног грађанина Шлезвиг Холштајна, а у октобру 2011. за почасног грађанина свог родног града Елк (Лицк). Године 2010. освојио је италијанску међународну награду Нонино.

## Награда Зигфрида Ленца
Награда Зигфрид Ленц је књижевна награда коју сваке две године у Хамбургу додељује Фондација Зигфрид Ленц. Награда се додељује „међународним писцима који су стекли признање својим наративним радом и чији је креативни рад близак духу Зигфрида Ленца“. Победнике бира жири од пет чланова који именује Фондација. Награда укључује награду од 50.000 евра, што је међу најдодељивијим књижевним наградама у Немачкој. Награду је покренуо Зигфрид Ленц 2014. године, пре његове смрти у октобру исте године.

## Одабрана библиографија

### Романи
- Es waren Habichte in der Luft (1951) OCLC 4181946
- Duell mit dem Schatten (1953)  978-3-455-04255-9
- Der Mann im Strom (1957) OCLC 5955470
- Brot und Spiele (1959) OCLC 4181935
- Das Feuerschiff (1960) OCLC 1028271
- Stadtgespräch (1963) OCLC 360361
- Deutschstunde (1968) OCLC 887072907
- Das Vorbild (1973)  978-3-4550-4238-2
- Heimatmuseum (1978)  978-3-455-04222-1
- Der Verlust (1981)  978-3-455-04244-3
- Exerzierplatz (1985)  978-3-455-04213-9
- Die Klangprobe (1990)  978-3-455-04248-1
- Die Auflehnung (1994)  978-3-455-04252-8
- Arnes Nachlass (1999)  978-3-455-04289-4
- Fundbüro (2003)  978-3-455-04280-1
- Landesbühne (2009)  978-3-423-13985-4
- Der Überläufer (2016)  978-3-455-81402-6

### Новеле и збирке кратких прича
- So zärtlich war Suleyken: masurische Geschichten (1955) – кратке приче OCLC 3570259
- Der Geist der Mirabelle: Geschichten aus Bollerup (1975) – кратке приче
- Die Erzählungen (2006)  3-455-04285-6 (First published by Deutscher Taschenbuch Verlag:  Vol. 1: 1949–1958. Vol 2: 1959–1964. Vol. 3: 1965–1984)
- Schweigeminute (2008) – новела  978-3-455-04284-9
- Das serbische Mädchen – новела

### Представе
- Das schönste Fest der Welt (1956) OCLC 215017008
- Zeit der Schuldlosen. Zeit der Schuldigen. (1961) OCLC 8651536
- Das Gesicht (1964) OCLC 1250172
- Haussuchung (1967) OCLC 59690579
- Die Augenbinde (1970) OCLC 256912361
- Drei Stücke (1980)  978-3-455-04242-9

### Друго
- Das Kabinett der Konterbande (1956) OCLC 8465256
- Jäger des Spotts. Geschichten aus dieser Zeit (1958) – Narratives OCLC 777022446
- Lukas, sanftmütiger Knecht (1958) OCLC 221865117
- Stimmungen der See (1962) OCLC 950463
- Lehmanns Erzählungen, oder So schön war mein Markt: aus den Bekenntnissen eines Schwarzhändlers (1964) OCLC 60240089
- Der Spielverderber (1965) OCLC 263613364
- Leute von Hamburg (1968) OCLC 257975222
- Einstein überquert die Elbe bei Hamburg (1975)  978-3-455-04227-6
- Ein Kriegsende (1984)  978-3-455-04212-2
- Das serbische Mädchen (1987)  978-3-455-04245-0
- Ludmilla (1996)  978-3-455-04256-6
- Zaungast (2004)  978-3-455-04278-8

### Есеји, дечје књиге, говори
- 1970 Beziehungen, Essay
- 1971 Die Herrschaftssprache der CDU, Speech
- 1971 Verlorenes Land – Gewonnene Nachbarschaft, Speech
- 1971 So war das mit dem Zirkus, Children's book
- 1980 Gespräche mit Manès Sperber und Leszek Kołakowski
- 1982 Über Phantasie: Gespräche mit Heinrich Böll, Günter Grass, Walter Kempowski, Pavel Kohout
- 1983 Elfenbeinturm und Barrikade. Erfahrungen am Schreibtisch, Essay
- 1986 Geschichte erzählen – Geschichten erzählen, Essay
- 1992 Über das Gedächtnis. Reden und Aufsätze, Speeches and essays collection
- 1998 Über den Schmerz, Essay
- 2001 Mutmassungen über die Zukunft der Literatur, Essay
- 2006 Selbstversetzung, Über Schreiben und Leben,  3-455-04286-4
- 2014 Gelegenheit zum Staunen. Ausgewählte Essays, ed. by Heinrich Detering. Hoffmann und Campe Verlag,  978-3-455-40493-7

## Филмографија
- Man in the River, directed by Eugen York (1958, based on the novel Der Mann im Strom)
- The Lightship, directed by Ladislao Vajda (1963, based on the story Das Feuerschiff)
- Zeit der Schuldlosen, directed by Fritz Schröder-Jahn [] (TV film, 1961, based on the play Die Zeit der Schuldlosen)
- Time of the Innocent, directed by Thomas Fantl (1964, based on the play Die Zeit der Schuldlosen)
- Risiko für Weihnachtsmänner, directed by Thomas Fantl (TV film, 1968, based on the short story Risiko für Weihnachtsmänner)
- Das schönste Fest der Welt, directed by Thomas Fantl (TV film, 1969, based on the play Das schönste Fest der Welt)
- The German Lesson [], directed by Peter Beauvais (TV miniseries, 1971, based on the novel The German Lesson)
- Lehmanns Erzählungen, directed by Wolfgang Staudte (TV film, 1975, based on Lehmanns Erzählungen)
- Der Geist der Mirabelle, directed by Eberhard Pieper (TV film, 1978, based on Der Geist der Mirabelle)
- Ein Kriegsende, directed by Volker Vogeler (TV film, 1984, based on the story Ein Kriegsende)
- The Lightship, directed by Jerzy Skolimowski (1986, based on the story Das Feuerschiff)
- Heimatmuseum [], directed by Egon Günther (TV miniseries, 1988, based on the novel Heimatmuseum)
- Српкиња (филм), directed by Peter Sehr [] (1991, based on the novel Das serbische Mädchen)
- Der Mann im Strom [], directed by Niki Stein [] (TV film, 2006, based on the novel Der Mann im Strom)
- The Lightship [], directed by Florian Gärtner (TV film, 2008, based on the story Das Feuerschiff)
- Die Auflehnung, directed by Manfred Stelzer [] (TV film, 2009, based on the novel Die Auflehnung)
- Arnes Nachlass, directed by Thorsten Schmidt [] (TV film, 2012, based on the novel Arnes Nachlass)
- High Tide Is Dead on Time [], directed by Thomas Berger [] (TV film, 2014, based on the story Die Flut ist pünktlich)
- The Loss, directed by Thomas Berger [] (TV film, 2015, based on the novel Der Verlust)
- Die Nacht im Hotel, directed by Konstantinos Sampanis (short, 2015, based on the 1948 short story "Die Nacht im Hotel")[13]
- A Minute's Silence [], directed by Thorsten Schmidt [] (TV film, 2016, based on the novel Schweigeminute)
- The Start of Something, directed by Thomas Berger [] (TV film, 2019, based on the story Der Anfang von etwas)
- The German Lesson [], directed by Christian Schwochow (2019, based on the novel The German Lesson)
- The Turncoat [], directed by Florian Gallenberger (2020, based on the novel Der Überläufer)